# Emily Gerard
(Jane) Emily Gerard (7 mai 1849 – 11 janvier 1905) est une écrivaine écossaise du XIXe siècle principalement connue pour l'influence qu'ont eu ses livres sur le folklore transylvain du Dracula de Bram Stoker (1897).

## Biographie
Emily Gerard est née en Écosse. Elle est la fille d'Archibald Gerard et de Euphemia Erskine Robison, la fille de Sir John Robison.
Elle est parfois nommée Mrs de Laszowska, Emily Laszowska, Emily Gerard, or Emily de Laszowska Gerard, d'après le nom de son mari, le Chevalier Mieczislas de Laszowski, un officier polonais de cavalerie servant au sein de l'armée austro-hongroise. Ses connaissances du folklore transylvain viennent de son séjour dans la ville de Hermannstadt (connue actuellement sous son nom roumain Sibiu) qui se trouve dans l'actuelle région roumaine de Transylvanie qui faisait partie de l'Empire austro-hongrois avant 1918.
Sa connaissance de la langue allemande due à son éducation au Tyrol lui permet de passer en revue la littérature allemande pour le Times. Elle passe la majeure partie de sa vie en Autriche où elle rencontre et se lie d'amitié avec Mark Twain à qui son livre The Extermination of Love (1901) est dédicacé.
Sa famille est composée de sa sœur, Dorothea (Gerard) Longard de Longgarde (1855–1915), une nouvelliste prolifique, de ses deux frères, le père supérieur provincial jésuite John Gerard (1840–1912) et le général Sir Montagu Gilbert Gerard (1843–1905).
Son premier ouvrage, The Land Beyond the Forest: Facts, Figures, and Fancies from Transylvania, est publié en 1888. Elle est l'auteur de nouvelles et de six romans. Elle publie également sous le nom de plume E.D. Gerard, qu'elle partage avec sa sœur Dorothea Gerard,.

## Œuvres
- Reata : what's in a name, Édimbourg et Londres : William Blackwood & Frères, 1880.
- Beggar My Neighbor, Édimbourg et Londres : William Blackwood & Frères, 1882.
- The Waters of Hercules, Édimbourg et Londres : William Blackwood & Frères, 1885.

(ces trois premières nouvelles sont publiées sous le nom de "E.D. Gerard" - un nom de plume commun d'Emily et de sa sœur Dorothea Gerard pour leurs œuvres écrites en collaboration) 
- "Transylvanian Superstitions". The Nineteenth Century, 1885, p. 128-144.
- The Land Beyond the Forest: Facts, Figures, and Fancies from Transylvania, New York : Harper & Brothers, 1888.
- Bis, 1890.
- A Secret Mission, 1891.
- A Sensitive Plant, 1891 (en tant que "E.D. Gerard" en collaboration avec sa sœur Dorothea Gerard).
- The Voice of a Flower, 1893.
- A Foreigner, 1896.
- An Electric Shock, 1897.
- Tragedy of a Nose, 1898.
- The Extermination of Love: A fragmentary study in erotics, Édimbourg et Londres : William Blackwood & Frères, 1901.
- The Heron's Tower, 1904.
- Honour's Glassy Bubble, A Story of Three Generations, 1906 (publié à titre posthume).

À part pour ses œuvres collaboratives, elle signe, la plupart du temps, "E. Gerard" sur les pages de titre de ses œuvres.